# Квалификација за Светско првенство у фудбалу 1962. (плеј-оф УЕФА-АФК)
Квалификација за светско првенство у фудбалу 1962. (плеј-оф УЕФА-АФК) биле су две утакмице између победника УЕФА групе 10, Југославије, и победника АФК завршне рунде, Јужне Кореје. Утакмице су одигране 8. октобра и 26. новембра 1961, у Београду и Сеулу.

## Утакмице

### Прва утакмица
| Југославија                                                    | 5 : 1 | Јужна Кореја     |
| -------------------------------------------------------------- | ----- | ---------------- |
| - Чебинац 42’ - Шекуларац 54’, 70’ - Радаковић 67’ - Галић 89’ |       | Чуг Сун-чеон 82’ |

### Узвратна утакмица
| Јужна Кореја   | 1 : 3 | Југославија                     |
| -------------- | ----- | ------------------------------- |
| Jу Пан-сун 61’ |       | - Галић 17’, 27’ - Јерковић 89’ |